# Codex Palatinus germanicus 732
Der Codex Palatinus germanicus 732 ist ein Autograph Martin Luthers. Die Handschrift enthält die deutschsprachige Übersetzung Luthers zum Buch der Weisheit und ist auf 1529 zu datieren. Sie liegt unter der Signatur Cod. Pal. germ 732 oder Cpg 732 in der Universitätsbibliothek Heidelberg.

## Text und Datierung
Die Übersetzung des apokryphen Buchs zeugt vom Ringen Luthers um die Formulierungen bei der Übertragung des Alten Testaments in die deutsche Sprache. Luther hat eigenhändig zahlreiche Korrekturen, wie Streichungen und Umstellungen vorgenommen. Zum Teil hat er diese in roter Tinte ausgeführt, die heute stark verblasst und schwer zu lesen ist. Während Luther das Neue Testament 1521 in elf Wochen übersetzte, erschienen die fünf Bücher Mose erst 1523 als Teilausgabe. Seine großen sprachlichen Schwierigkeiten bei der Übersetzung hat er auch 1530 im Sendbrief vom Dolmetschen niedergelegt.
Die mit einem Griffel eingeritzten Zeichen eines Schriftsetzers datieren die Handschrift auf die erste Hälfte des Jahres 1529. Die Zeichen betreffen Umbrüche, Bogensignaturen, Einfügungszeichen und die zu verwendenden Schrifttypen. Sie ist so als direkte Vorlage des Drucks von Hans Lufft in Wittenberg, der in diesem Jahr erfolgte, zu bestimmen. Allerdings bricht die überlieferte Handschrift nach dem Ende des zweiten Verses des letzten (19.) Kapitels ab.

## Herkunft
Das Manuskript kam vermutlich über Johannes Aurifaber, er war Luthers letzter Famulus, an den Heidelberger Ulrich Fugger. Ein Zwischenbesitzer könnte auch der Melanchthonschüler Friedrich Staphylus gewesen sein. Fuggers Katalog verzeichnete die Schrift als Vonn der weißheitt scriptum Lutheri. 1584 gelangte sie mit weiteren Werken Luthers an die Bibliotheca Palatina. Dort wurde auf Blatt 2r der Bibliothekstitel Dz buch der Weishait teutsch foliret eingetragen und später noch Manus Lutheri hinzugefügt. Dieses Blatt zeigt auch die Signatur der Fuggerbibliothek p. 70 b. F. No 65. und die Rötelnummer 65. Vom Transport über die Alpen im Dreißigjährigen Krieg zeugen die Capsanummer C. 95 und die Signaturen der Vatikanischen Bibliothek 201 auf derselben Seite und 732 P. auf Blatt 1r. Nach fast 200 Jahren wurden die deutschsprachigen Handschriften 1816 nach Heidelberg zurückgegeben.

## Beschreibung
Die Handschrift hat 32 Blätter mit den Abmessungen 20,5 cm × 14,5 Zentimetern. Beschreibstoff ist Papier, es hat zwei verschiedene Wasserzeichen. Luther ist der einzige Schreiber, er schreibt in einer deutschen Kursive des 16. Jahrhunderts auf einem Schriftspiegel von etwa 16–18 cm × 10 cm, der 24 bis 28 Zeilen umfasst. Der Schriftraum wurde links und rechts durch Knicke begrenzt. Luthers Schreibsprache ist „ostmitteldeutsch mit Orientierung zum Oberdeutschen“.
Der Codex wurde in Rom im 17. Jahrhundert in Pergament gebunden, der Einband hat einfache, blinde Streicheisenlinien. Rücken- und Signaturschild stammen von der Universitätsbibliothek Heidelberg (19. bzw. 20. Jh.).

## Weitere Autographen in der Universitätsbibliothek Heidelberg
- Martin Luther: Nun freut Euch, lieben Christen g’mein. Liedflugblatt 1524 (Unesco-Dokumenterbe).

In der Liste der Liste der Codices Palatini germanici:
- Cod. Pal. germ. 40
- Cod. Pal. germ. 423
- Cod. Pal. germ. 731